# Liste von Persönlichkeiten der Stadt Eichstätt
Die folgende Liste führt Persönlichkeiten auf, die mit der Stadt Eichstätt in enger Verbindung stehen.

## Ehrenbürger
- 3. September 1845: Ludwig von Leonrod (1774–1859), Präsident des Appellationsgerichts
- Karl Ulrich (?–1917), Generalmajor[1]
- 27. Juni 1918: Franz von Hofer (1873–1954), Major, Heimatforscher[2]
- 1930: Georg Wohlmuth (1865–1952), Priester, Professor und Politiker
- 27. November 1949: Maria Anna Benedicta von Spiegel (1874–1950), 1926–1950 Äbtissin von St. Walburg
- 1967: Joseph Schröffer (1903–1983), 1948–1967 Bischof von Eichstätt[3]
- 1978: Andreas Bauch (1908–1985), 1950–1971 Regens des Collegium Willibaldinum
- Alfons Fleischmann (1907–1998), 1972–1976 Gründungsrektor der Kirchlichen Gesamthochschule Eichstätt
- Alois Brems (1906–1987; in Eichstätt geboren und gestorben), 1968–1983 Bischof von Eichstätt
- 24. Februar 2005: Konrad Regler (1931–2012), 1970–1996 Landrat des Landkreises Eichstätt
- 21. Februar 2008: Karljosef Schattner (1924–2012), Architekt, Diözesanbaumeister
- 8. Januar 2014: Franziska Kloos (* 1941), 1985–2018 Äbtissin von St. Walburg[4]

## Söhne und Töchter der Stadt
- Konrad von Eichstätt (* um 1275 oder letztes Viertel des 13. Jahrhunderts; † August 1342), Arzt, Badehausbetreiber und Schriftsteller[5][6]
- Konrad Kyeser (1366 – nach 1405), Edelmann und Kriegstechniker des mittelalterlichen Europas
- Erhard Bauer († 1493), Stadtbaumeister von Eger (u. a. St. Nikolaus)
- Caritas Pirckheimer (1467–1532), Äbtissin in Nürnberg in der Reformationszeit
- Willibald Pirckheimer (1470–1530), Humanist
- Kunigunde Sterzl (um 1544–1620), Opfer der Hexenverfolgung
- Joseph Mezger (1635–1683), Benediktiner, Theologe, Jurist und Historiker
- Paul Mezger (1637–1702), Benediktiner, Theologe und Hochschullehrer
- Caspar Adelmann (1641–1703), Jesuit und Lehrer
- Philipp Jeningen (1642–1704), Jesuit, Volksmissionar und Mystiker
- Balthasar Adelmann (1645–1713), Jesuit und Lehrer
- Joseph Adelmann (1648–1693), Jesuit und Hochschullehrer
- Johann Baptist Gegg (1664–1730), Weihbischof des Bistums Worms und Titularbischof von Trapezopolis
- Lorenz Krach (um 1724–1805), Burgkommandant
- Anton Fils (1733–1760), Komponist
- Johann Ignatz Balthasar Pick(e)l (1736–1818), Jesuit, Mathematiker, Astronom, Physiker und Altertumsforscher
- Christian Wink (1738–1797), Münchner Hofmaler
- Joseph Gerstner (1780–1854), Jurist, Ehrenbürger von Ingolstadt
- Anton Barth (1787–1848), Bürgermeister der Stadt Augsburg
- Marquard Adolph Barth (1809–1885), Mitglied Frankfurt Nationalversammlung, Reichstag und Landtag
- Karl Barth (1811–1886), Jurist, Autor und Politiker
- Raymund Schlecht (1811–1891), Theologe, Direktor des Schullehrerseminares Eichstätt, Musikwissenschaftler und Choralforscher
- Max von Widnmann (1812–1895), Bildhauer und Nachfolger Schwanthalers als Professor an der Akademie der Bildenden Künste in München (1849–1887)
- Eugen August Meinel (1819–1852), Mediziner und Arzt
- Heinrich von Buz (1833–1918), Techniker und Industrieller
- Max Biechele (1839–1922), Apotheker und Sachbuchautor
- Hermann von Sicherer (1839–1901), Rechtswissenschaftler und Hochschullehrer
- Ludwig von Welser (1841–1931), Verwaltungsbeamter im höheren Dienst, Regierungspräsident
- Edmund Harburger (1846–1906), Münchner Zeichner und Maler
- Ludwig Heim (1857–1939), Mediziner und Hochschullehrer für Hygiene
- Adolf Gelius (1863–1945), Stadtbaumeister in Mainz
- Jörg Mager (1880–1939), Pionier der elektronischen Musik
- Erich Emminger (1880–1951), Reichsjustizminister von 1923 bis 1924
- Franz Wutz (1882–1938), römisch-katholischer Priester und Hochschullehrer
- Friedrich Gruber (1883–1971), Politiker, Oberbürgermeister von Ingolstadt
- Edith Hoereth-Menge (1888–1960), Politikerin (SPD), Aktivistin der Friedensbewegung
- Lothar Debes (1890–1960), Generalleutnant der Waffen-SS und SS-Gruppenführer
- Franz Kolbrand (1892–1952), Buchillustrator des 20. Jahrhunderts
- Hans Schneider (1921–2017), Antiquar und Musikverleger
- Traugott Scherg (1936–2017), Politiker (CSU)
- Hartwig Bauer (* 1942), Chirurg
- Karl Frey (* 1943), Architekt, Stadtbaumeister und Diözesanbaumeister in Eichstätt
- Karoline Mayer (* 1943), deutsch-chilenische Missionarin und Entwicklungshelferin
- Raimund Wünsche (* 1944), Klassischer Archäologe
- Wolfgang Sellinger (* 1949), Konzeptkünstler und Galerist
- Eva Gottstein (* 1949), Landtagsabgeordnete
- Li Portenlänger (* 1952), Künstlerin
- Friedrich Eichiner (* 1955), Manager (ehemaliger Vorstand BMW AG, Aufsichtsrat Allianz SE)
- Michael Kreitmeir (* 1956), Filmregisseur und Fernsehjournalist
- Alfred Bamberger (* 1957), Politiker (AfD)
- Franz Hawlata (* 1963), Opernsänger (Bass)
- Thomas Böhm (* 1964), römisch-katholischer Theologe
- Thomas Endl (* 1964), Regisseur, Autor und Verleger
- Günther Knör (* 1965), Naturwissenschaftler
- Michael Paulwitz (* 1965), Historiker und Journalist
- Christian Dostal (* 1967), katholischer Kirchenmusiker, Diözesanmusikdirektor im Bistum Regensburg
- Roland Frankenberger (* 1967), Zahnmediziner und Hochschullehrer
- Johanna Regnath (* 1968), Historikerin
- Tobias Barnerssoi (* 1969), Skirennläufer und Sportreporter
- Thomas Paulwitz (* 1973), Historiker und Journalist
- Bernhard Hampp (* 1975), Journalist und Autor
- Marina Schuster (* 1975), Politikerin (FDP)
- Stefan Ludwig (* 1978), Filmregisseur
- Hans-Peter Schneider (* 1981), Schriftsteller
- Konstantin Ferstl (* 1983), Regisseur, Drehbuchautor und Musiker
- David Rösch (* 1988), Basketballtrainer
- Florian Bergér (* 1989), Kunstflieger
- Anna Knauer (* 1995), Radrennfahrerin

## Persönlichkeiten, die mit der Stadt in Verbindung stehen
- Papst Viktor II. (Gebhard von Dollnstein-Hirschberg) († 1057), fünfter deutscher Papst 1055–1057
- Bischof Gundekar II. (1019–1075), Reichs- und Kirchenpolitiker, (Sarkophag in der Johannes-Kapelle des Domes). Er wird als Seliger verehrt. Das unter ihm geschaffene Pontifikale Gundekarianum ist eine seltene Geschichtsquelle.
- Johann Fink (um 1440–nach 1505), Leibarzt der Fürstbischöfe von Eichstätt
- Domherr Bernhard Adelmann von Adelmannsfelden († 1523), 1515 Stifter des Sebastiansbruderhauses
- Loy Hering (* 1484/85), Bildhauer aus Kaufbeuren, Ratsmitglied und Bürgermeister in Eichstätt
- Lorenz Hochwart (um 1493–1570), Theologe, Geistlicher, Jurist und Historiker, Domprediger in Eichstätt
- Eva Hohenschildin (1584–1620) in den Hexenprozessen unter Fürstbischof Johann Christoph von Westerstetten hingerichtet
- Elias Holl (1573–1646), Baumeister aus Augsburg, Architekt der Willibaldsburg
- Jakob Engel (Giacomo Angelini) (1632–1714), Festungsbaumeister und Fürstbischöflich Eichstättischer Hofbaudirektor
- Karl Engel, (* vor 1664-† nach 1702), Bruder von Jakob Engel, Schreiner- und Baumeister (1675 Seitenaltäre von St. Walburg)
- Gabriel de Gabrieli (1671–1747), Fürstbischöflich Eichstättischer Hofbaudirektor
- Franz de Gabrieli (1688–1726), Bruder von Gabriel de Gabrieli, Stuckateur in Eichstätt
- Adam Emanuel de Gabrieli (1715–1785), Sohn von Gabriel de Gabrieli, Jesuitenprofessor, Spitalpfarrer in Eichstätt
- Mauritio Pedetti (1719–1799), Fürstbischöflich Eichstättischer Hofbaudirektor
- Johann Anton III. Freiherr von Zehmen (1715–1790), Fürstbischof von Eichstätt
- Franz Seraph A. Widnmann (1765–1848), Arzt und Pionier der Homöopathie, Leibarzt des Fürstbischofs, ab 1817 Leibarzt von Eugène de Beauharnais
- Johann Heinrich Liebeskind, (1768–1847), Jurist und Autor
- Meta Forkel-Liebeskind, (1765–1853), Schriftstellerin und Übersetzerin
- Georg Joseph Gruber (1773–1819), Kaufmann, Gastwirt, Bürgermeister in Eichstätt und bayerischer Landtagsabgeordneter
- Anton Gmelch (1821–1905), Lehrer an der Lehrerbildungsanstalt Eichstätt, liechtensteinischer Landtagsabgeordneter
- Aloys Süßmayr (1825–1885), Maler im Kunststil der Nazarener sowie Zeichner und Zeichenlehrer.
- Johann Evangelist von Pruner (1827–1907), Kapitularvikar des Bistums Eichstätt
- Franz Xaver Witt (1834–1888), Kirchenmusiker, Komponist, Reformer, Gründer des allgemeinen deutschen Cäcilienvereines, 1870–1871 Domkapellmeister von Eichstätt
- Joseph Kiener (1856–1918), Buchillustrator und Kunstlehrer in Eichstätt
- Heinrich Federer (1866–1928), Priester, Schweizer Dichter, 1888 Student in Eichstätt
- Max von Sachsen (1870–1951), Studium, Priesterweihe und Kaplanstätigkeit in Eichstätt, Ostkirchenforscher
- Heinrich Ullmann (1872–1953), Architekt, Denkmalpfleger, Maler und Fotograf, erster Lobbyist für den Erhalt der Jurahäuser, die Willibaldsburg war eines seiner Lieblingsmotive, 1919 Erwerb des Schlösschens Inching
- Cesare Orsenigo (1873–1946 in Eichstätt), von 1930 bis 1945 apostolischer Nuntius in Deutschland, Nachfolger von Pius XII. (Eugenio Pacelli) als Apostolischer Nuntius im Deutschen Reich
- Karl Friedrich Lippmann (1883–1957), Kunstmaler, 1943–1955 in Eichstätt
- Ingbert Naab (1885–1935), Kapuzinerpater, Gegner des Nationalsozialismus
- Valentin Müller (1891–1951), rettete 1944 die Stadt Assisi vor der Zerstörung.
- Fritz Burkhardt (1900–1983), Münchner Maler und Grafiker der „Neuen Sachlichkeit“, 1914–1920 Schüler in Eichstätt
- Alois Wünsche-Mitterecker (1903–1975), Künstler, schuf die Figuren für das Figurenfeld im Hessental als Mahnmal gegen Krieg und Gewalt
- Eduard Aigner (1903–1978), Münchner Maler, als Schüler in Eichstätt
- Edmund Endl (1922–2013), Architekt, Direktor des Staatlichen Hochbauamtes Eichstätt, Träger des Bundesverdienstkreuzes und der Denkmalschutzmedaille[7]
- Karljosef Schattner (1924–2012), Architekt, Diözesanbaumeister
- Wolfram Menschick (1937–2010), 1969–2002 Domkapellmeister, Domorganist und Diözesankirchenmusikdirektor am Dom zu Eichstätt
- Josef Wohlmuth (* 1938), Theologe und Hochschullehrer in Köln und Bonn; absolvierte sein Abitur und sein Studium in Eichstätt
- Karl Röttel (1939–2020), Autor und Grenzsteinforscher
- Hans Gärtner (* 1939), Hochschullehrer
- Horst Blechinger (1940–2017), ehemaliger Trainer des VfB Eichstätt
- Alexander Rauch (* 1943), Kunsthistoriker, Denkmalpfleger, Autor der Denkmälerliste Stadt Eichstätt, Forschung zur Wiederherstellung des Residenzplatzes
- Christoph Kühn (* 1963), Studium, Priesterweihe 1990 in Eichstätt, Diplomat des Heiligen Stuhls, seit 2012 Domkapitular in Eichstätt
- Tanja Schorer-Dremel (* 1964), Abgeordnete des Bayerischen Landtags (CSU), stellvertretende Landrätin im Landkreis Eichstätt und Stadträtin der Stadt Eichstätt
- Richard Auer (* 1965), Krimiautor und Journalist
- Margit Auer (* 1967), Kinderbuchautorin
- Agnes Krumwiede (* 1977), deutsche Politikerin (Bündnis 90/Die Grünen) und von 2009 bis 2013 Mitglied des Deutschen Bundestages
- Michael Gurski (* 1979), ehemaliger Fußballspieler des VfB Eichstätt
- Markus Steinhöfer (* 1986), Fußballspieler des VfB Eichstätt
- Roussel Ngankam (* 1993), Fußballspieler des VfB Eichstätt
- Sarah Vollath (* 1995), Politikerin (Die Linke), seit 2025 Abgeordnete im Deutschen Bundestag
- Yomi Scintu (* 1997), ehemaliger Fußballspieler des VfB Eichstätt
- Julian Kügel (* 1997), ehemaliger Fußballspieler des VfB Eichstätt
- Ricarda Bauernfeind (* 2000), Radsportlerin